# Altamira, Pantepec
Altamira är en ort i Mexiko.   Den ligger i kommunen Pantepec och delstaten Chiapas, i den sydöstra delen av landet, 700 km öster om huvudstaden Mexico City. Altamira ligger 1 224 meter över havet och antalet invånare är 111.
Terrängen runt Altamira är kuperad åt nordost, men åt sydväst är den bergig. Runt Altamira är det ganska tätbefolkat, med 86 invånare per kvadratkilometer. Närmaste större samhälle är Pueblo Nuevo Jolistahuacan, 13,7 km öster om Altamira. I omgivningarna runt Altamira växer i huvudsak städsegrön lövskog.